# Fjällvickerblåvinge
Fjällvickerblåvinge, Agriades orbitulus, är en fjärilsart som beskrevs av Leonardo de Prunner 1798. Enligt Artfakta ingår fjällvickerblåvinge i släktet Agriades men enligt Catalogue of Life är tillhörigheten istället släktet Albulina. Enligt båda källorna tillhör Violett blåvinge familjen juvelvingar, Lycaenidae.

## Kännetecken
Ovansidan på hanens vingar är blå med en brunsvart kant och vita fransar längst ut. Honan är brun på ovansidan. Båda könen är gråbruna på undersidan och vingarna har där vita fläckar. Vingbredden varierar mellan 25 och 29 millimeter.
Larven är grön med smala ljusare längsgående ränder och den blir upp till 15 millimeter lång.

## Utbredning
Fjällvickerblåvingen är en fjällart och förekommer i Skandinavien i ett område från Jotunheimen och Dovrefjäll i Norge till Härjedalen och västra Jämtland i Sverige, i Alperna och Kaukasus och vidare till Centralasiens bergstrakter. Arten har livskraftig, (LC) population i Sverige och åtminstone de Europeiska populationerna har stabila trender.

## Levnadssätt
Värdväxter för fjällvickerblåvingen är huvudsakligen fjällvedel, (Astragalus alpinus) men även isvedel, (Astragalus frigidus). Det svenska namnet fjällvickerblåvinge kan därför tyckas motsägelsefullt, men fjällvicker är ett äldre namn på isvedel.
Flygtiden för imagon varierar mellan åren från mitten av juni till mitten av augusti.

## Landskapsinsekt
Fjällvickerblåvinge är i Sverige utsedd till Härjedalens landskapsinsekt.

## Underarter
Catalogue of Life listar 10 underarter:
- Albulina orbitulus arcaseia (Fruhstorfer, 1916)
- Albulina orbitulus armathea (Fruhstorfer, 1916)
- Albulina orbitulus artenita (Fruhstorfer, 1916)
- Albulina orbitulus caeca (Courvoisier, 1911)
- Albulina orbitulus lobbichleri Forster, 1961
- Albulina orbitulus luxurians (Forster, 1940)
- Albulina orbitulus pheretimus (Staudinger, 1892)
- Albulina orbitulus sajana (Rühl, 1895)
- Albulina orbitulus sikkima (Bath, 1900)
- Albulina orbitulus tyrone (Forster, 1940)

## Bildgalleri

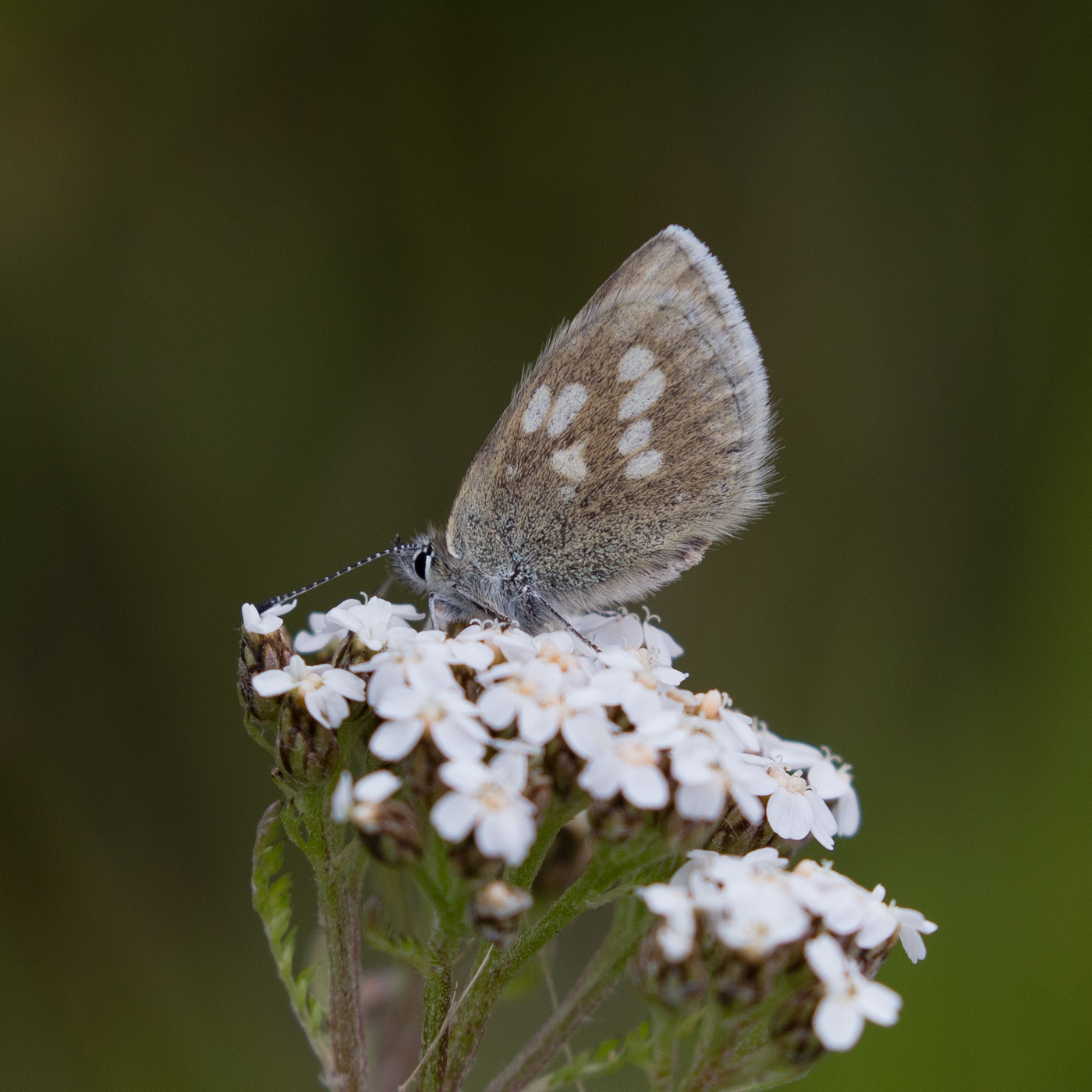
Imago fjäril, undersida
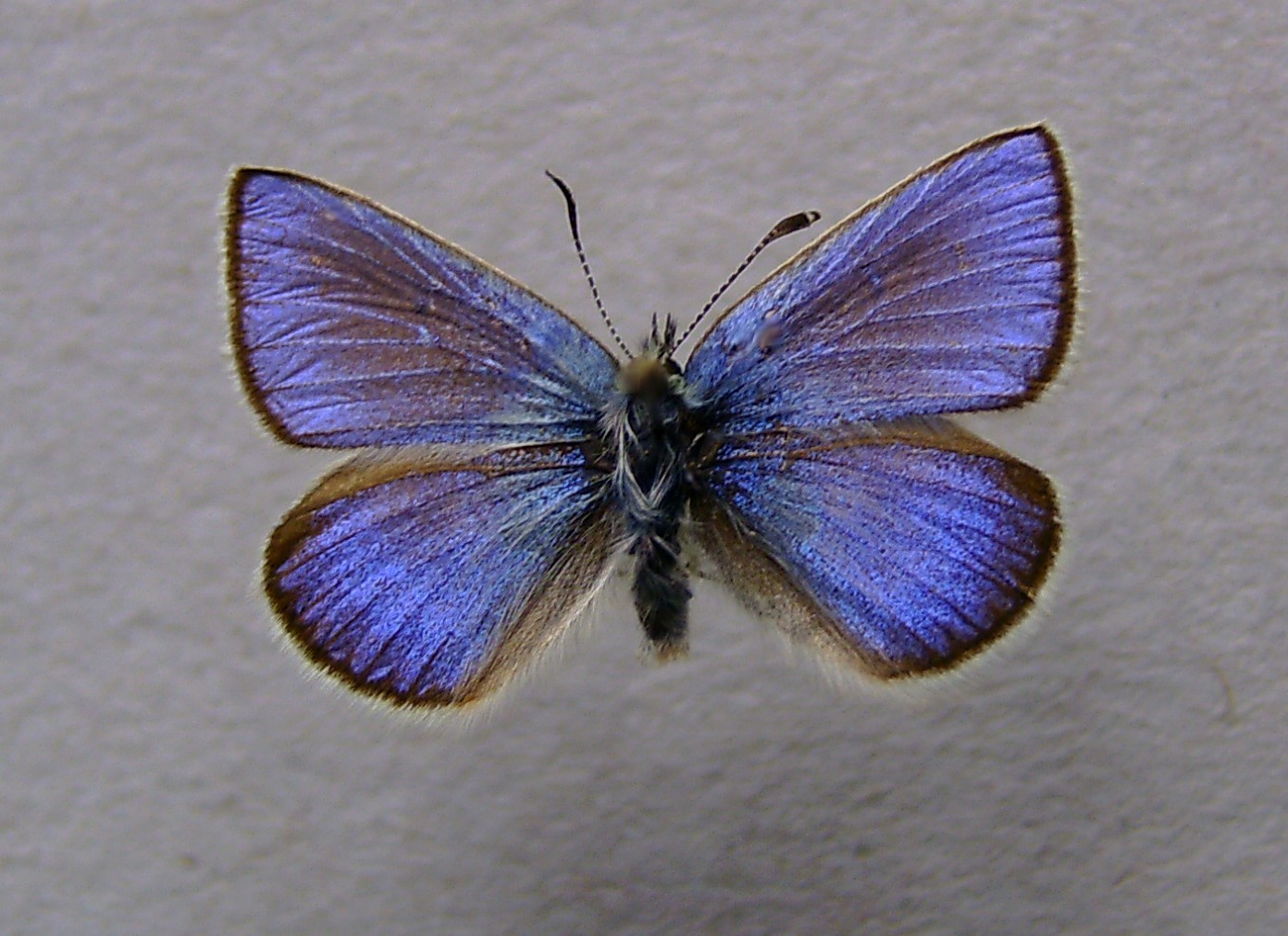
Preparerad (uppnålad) imago fjäril, hane ovansida.
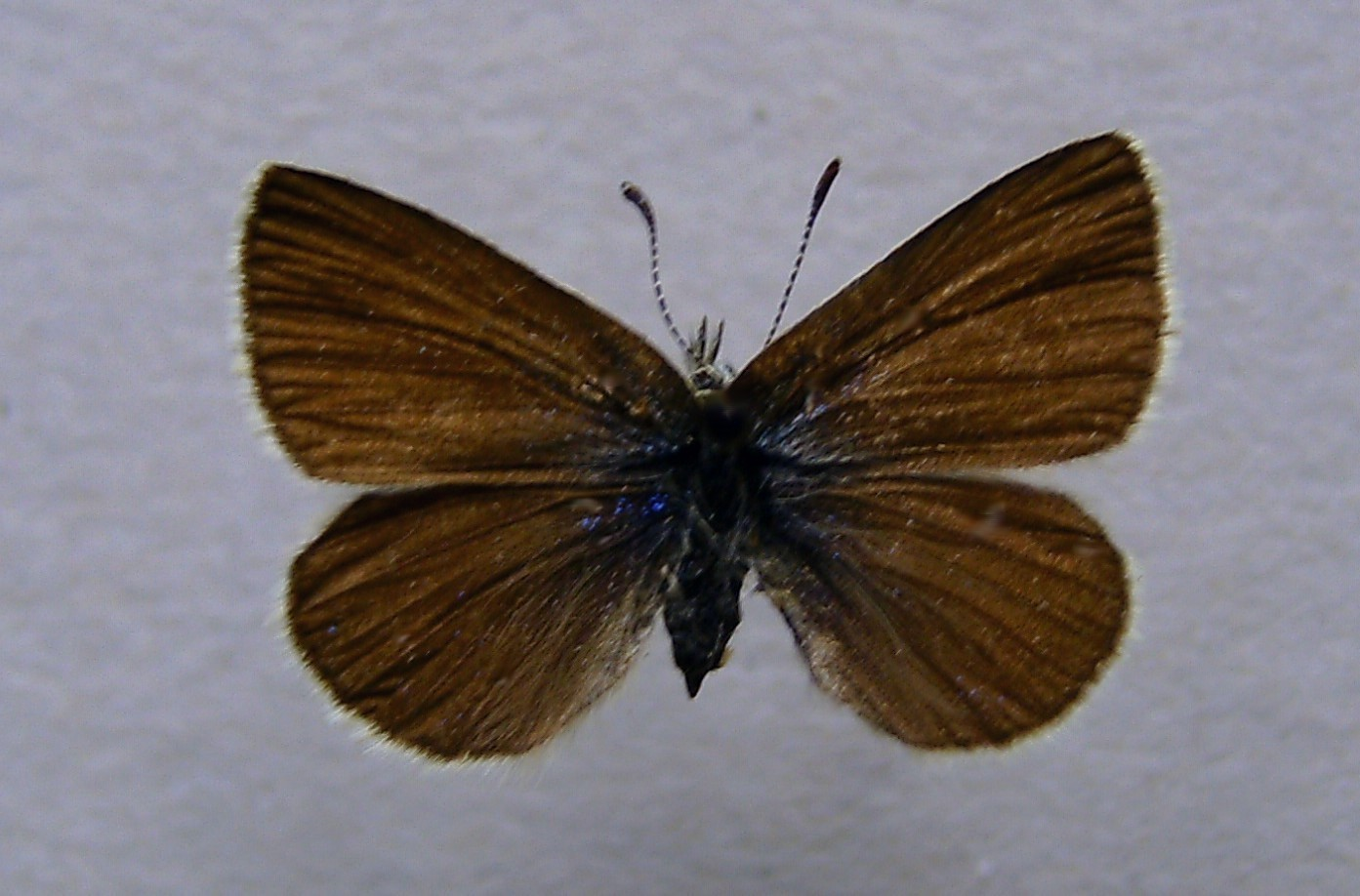
Preparerad (uppnålad) imago fjäril, hona ovansida.